# Kestenak
Kestenak is een plaats in de gemeente Barilović in de Kroatische provincie Karlovac. De plaats telt 7 inwoners (2001).